# Erythrolamprus dorsocorallinus
Erythrolamprus dorsocorallinus — вид змій родини полозових (Colubridae). Мешкає в Південній Америці.

## Поширення і екологія
Erythrolamprus dorsocorallinus мешкають в штаті Баринас на південному заході Венесуели, в штаті Акрі на заході Бразилії, на сході Перу та в регіоні Бені на півночі Болівії. Вони живуть вологих тропічних лісах Амазонії, на висоті від 100 до 185 м над рівнем моря.